# جزایر جهان

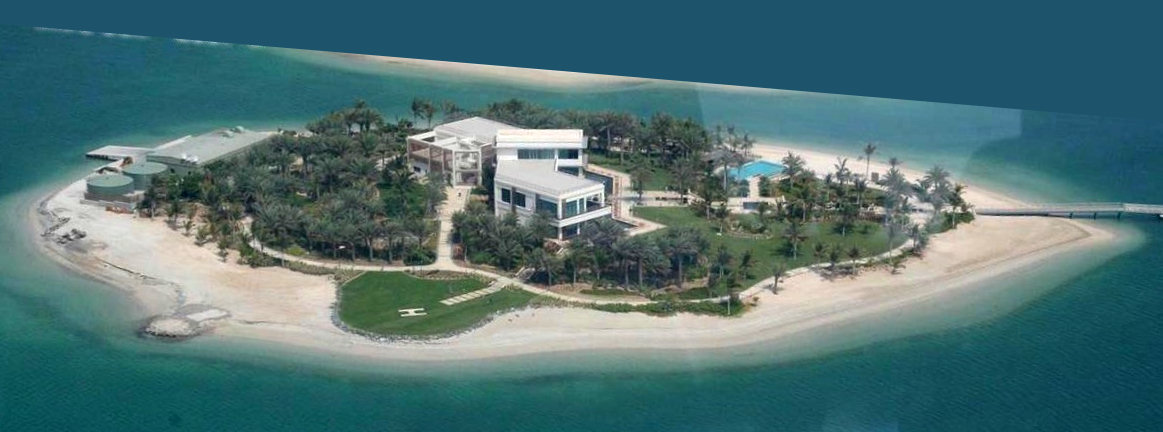
یکی از جزیره‌های جهان در سال ۲۰۰۷. این اولین جزیرهٔ جهان است که تکمیل شده‌است. این جزیره به عنوان نمونه به خریداران نشان داده می‌شود.

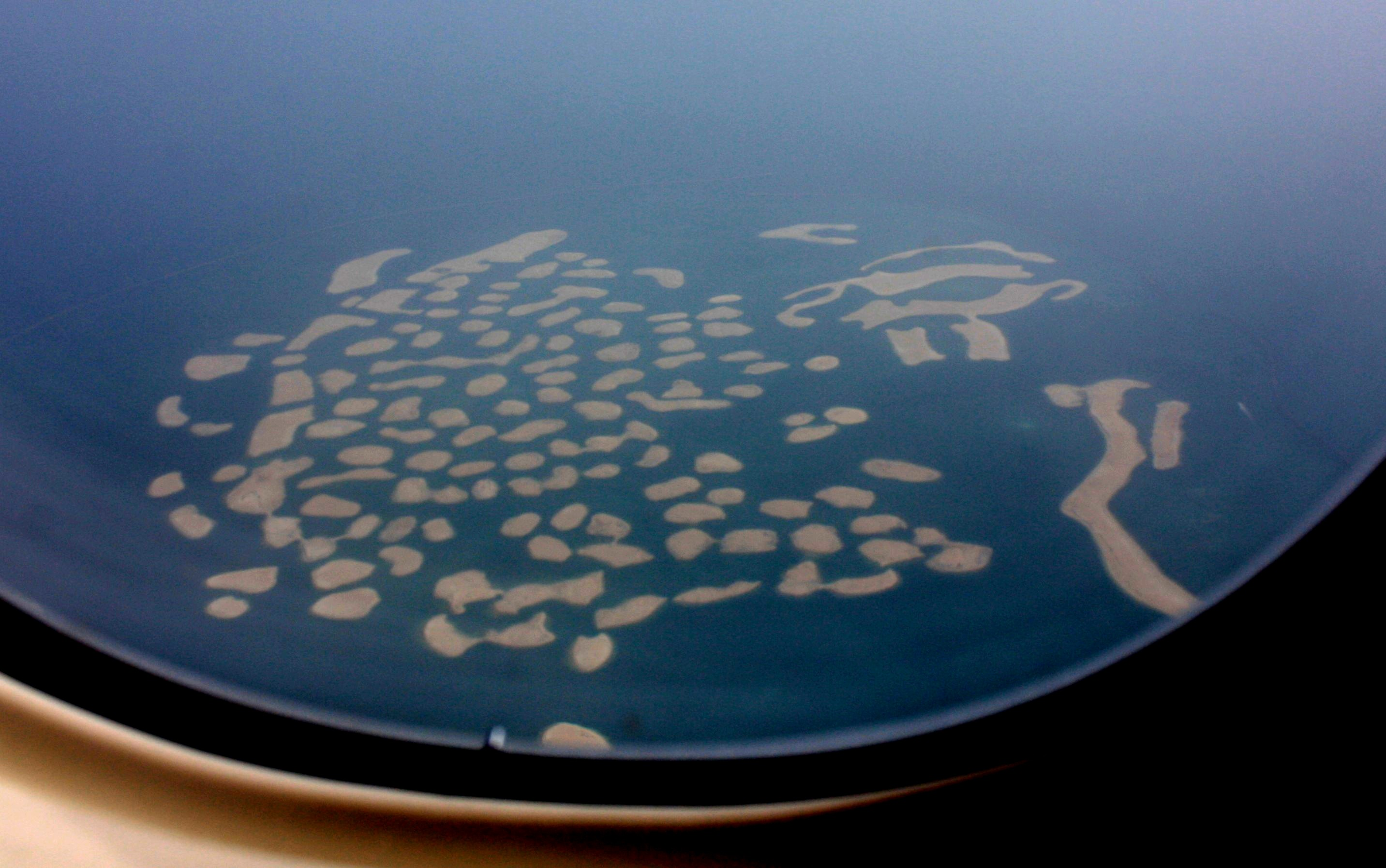
تصویری از داخل هواپیما که قاره‌های اروپا، اقیانوسیه، آسیا، آفریقا و قطب جنوب را از جزیرهٔ جهان نشان می‌دهد. (سال ۲۰۱۰)

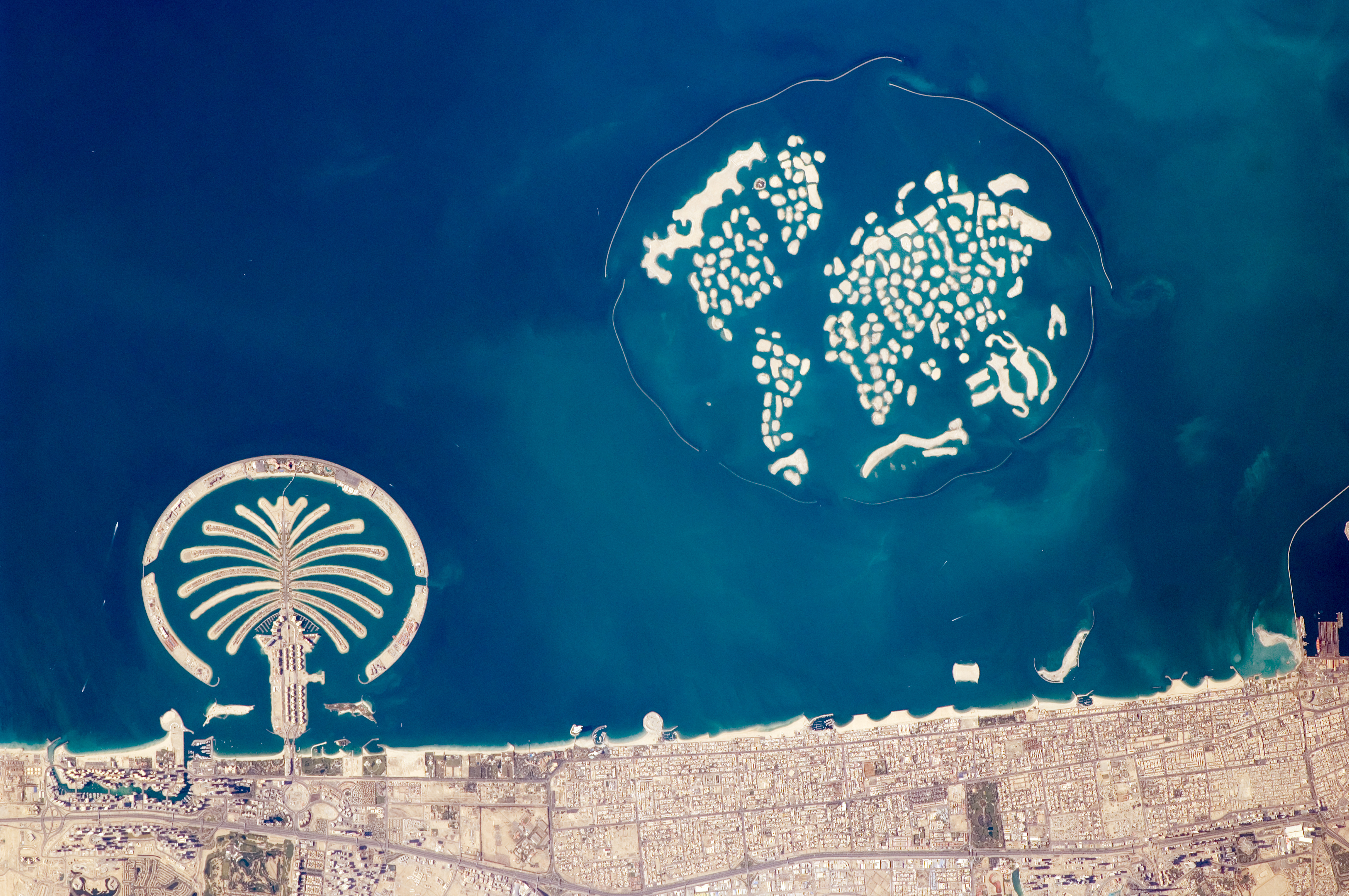
مجمع الجزایر مصنوعی جهان و نخل جمیرا در دوبی واقع در امارات متحده عربی

جزایر جهان از ۳۰۰ جزیره ساخت انسان به شکل نقشه جهان تشکیل شده‌است و در ۴ کیلومتری ساحل دبی، از امیرنشین‌های امارات متحده عربی، واقع شده‌است.
این پروژه زاییدهٔ فکر شیخ محمد بن راشد آل مکتوم، حکمران دبی می‌باشد. اندازه هر جزیره از ۲۳٬۰۰۰ متر مربع تا ۸۴٬۰۰۰ متر مربع متفاوت است و ارتفاع آن بین ۵۰ تا ۱۰۰ متر از سطح دریاست.
مساحت آن ۹ کیلومتر طول در ۶ کیلومتر عرض است و توسط یک موج شکن بیضوی شکل احاطه شده‌است.
مسافت بین جزایر توسط قایق یا هلیکوپتر طی می‌شود. قیمت هر جزیره از ۱۵ میلیون دلار تا ۴۵ میلیون دلار متفاوت است. لایروبی از سال ۲۰۰۴ آغاز شده‌است و تا سال ۲۰۰۷ ۹۰٪ آن تکمیل شد.
این جزیره در ۴ کیلومتری ساحل منطقهٔ جمیرا واقع شده و نزدیک پالم جمیرا می‌باشد.

## تاریخ
این پروژه در ماه مه ۲۰۰۳ توسط شیخ محمد منتشر شد و گودبرداری چهار ماه بعد در ماه سپتامبر ۲۰۰۳ آغاز شد. تا ژانویه سال ۲۰۰۸، ۶۰ درصد جزایر فروخته شد، ۲۰ مورد آن در چهار ماه اول سال ۲۰۰۷ خریداری شد در تاریخ ۱۰ ژانویه ۲۰۰۸، سنگ نهایی در موج شکن قرار داده شد، تکمیل توسعه مجمع الجزایر. در ژوئیه ۲۰۱۲، جزیره دوم، جزیره لبنان توسعه یافت و تنها جزیره ای است که تا کنون تجاری شده‌است، برای رویدادهای شرکت‌های خصوصی و احزاب عمومی استفاده می‌شود.

## مشکلات پروژه
روزنامه تایمز در سپتامبر ۲۰۰۹ گزارش داد که کار به دلیل بروز بحران مالی جهانی به حالت تعلیق درآمده است. و در ماه فوریه ۲۰۱۰، ایمیل روزانه گزارش داد که جزایر شروع به فرورفتن به دریا کرده‌است. این گزارش بعداً توسط نیکل و گزارش‌های فنی مستقل به عنوان کاملاً نادرست رد شد. علی‌رغم انکار، دیلی تلگراف در ژانویه سال ۲۰۱۱ گزارش داد که یک شرکت مستقل، دریایی پنگوئن، تأییدیه مربوط به فرسایش جزایر و تبخیر گذرگاه بین جزایر را تأیید کرد. با توجه به مشکلات مالی و فنی، شرکت دریایی پنگوئن، قراردادی برای حمل و نقل به مجمع الجزایر قرارداد، تلاش می‌کند تا از هزینه سالانه ۱٬۶ میلیون دلار برای خواص نیکل خارج شود.
در اوایل سال ۲۰۱۱، تنها یک جزیره توسط یک ساختمان (یک نمایشگاه) بر روی آن اشغال شده بود و در حال حاضر هیچ‌یک از جزایر دیگر ساختمان‌های تجاری یا مسکونی ساخته نشده‌است. قیمت املاک در امارات ۵۸ درصد از اوج خود را در سه‌ماهه چهارم سال ۲۰۰۸ کاهش یافته‌است. بهبود اقتصادی جهان از رکود بزرگ منجر به بازگشت به بازار املاک و مستغلات در دبی شده‌است: گزارش شده‌است که "قیمت مسکن [در دبی] از اوت ۲۰۱۲ تا ۲۰۱۳ افزایش ۱۷٫۹٪، در حالی که اجاره در همان دوره ۱۴٫۹٪ افزایش یافت.

## طرح‌های خرید و توسعه
قرار بود جهان به وسیله چهار محور اصلی حمل و نقل توسط آبراهه‌ها اداره شود. زمین‌های مورد نظر برای استفاده‌های مختلف تقسیم‌بندی شده‌اند: املاک، تراکم متوسط، تراکم بالا، استراحتگاه‌ها و تجاری. یک برنامه‌ریز ساختمانی دبی منابع بی‌نهایت اعلام کرده‌است که توسعه دهندگان مذاکره با نیکل در مورد موقت قرار دادن یک کارخانه بچینگ سیمان در یکی از جزایر برای ارائه ساخت و ساز متفرقه است.
طرح این بود که آب و برق به زیر آب فرورود، با آب گیاهان در هر یک از هاب‌ها آب شیرین را به جزایر پرت می‌کند. برق توسط دبی گرید تأمین می‌شد و از طریق کابل‌های زیر آب توزیع می‌شد، با این حال از ماه فوریه سال ۲۰۱۵، هیچ کابل کشی نشده بود، به طوری که توسعه دهندگان در حال حاضر باید قدرت خود را از تولیدکنندگان دیزل تأمین کنند. سیستم‌های فاضلاب و زباله نگرانی فردی برای هر جزیره است.
گروه نیکل خودش در حال توسعه یک جزیره‌ای است که جزیره مرجانی بیش از ۲۰ جزیره را تشکیل می‌دهد که بخشی از آمریکای شمالی را تشکیل می‌دهند. توسعه پایدار شامل یک جزیره و دهکده هتل است. دومین بزرگ‌ترین تأیید توسعه، خرید ۱۴ جزیره است که استرالیا و نیوزیلند را با سرمایه‌گذاری کویت تشکیل می‌دهند. جزایر در حال توسعه هستند به عنوان یک اقامتگاه به نام اوکیانا.
لاریونوو کنسرسیوم کسب و کار ایرلندی قصد دارد تا جزیره ایرلند را به یک مناظر ایرلندی مضمون تبدیل کند. این برنامه‌ها شامل یک دره بزرگ داخلی، آپارتمان‌ها و ویلاها، یک ورزشگاه، هتل و یک کافه با مضمون ایرلندی است. در ماه ژوئیه ۲۰۰۷ اعلام شد که جزیره ایرلند از تفریح بزرگراه غول پیکر ایرلند شمالی برخوردار است. با این حال، در تاریخ ۲۵ نوامبر ۲۰۰۸، یک انحلال طلبان به لاریونوو منصوب شد. جزایر بریتانیای کبیر و مسکو در جهان از سوی دفتر برتر املاک و مستغلات در تابستان ۲۰۰۸ به دست آمد. اخبار در مقاله ای در روزنامهٔ ماه ژانویه سال ۲۰۰۹ منتشر شد و ادعا می‌کند که بریتانیای کبیر متعلق به ریچارد برانسون، راد استوارت یا جان ادلان.
در ماه آوریل سال ۲۰۰۸، شرکت سلیا اعلام کرد که جزایر فنلاند و برونئی را در جهان به دست آورده‌است و قصد دارد تا آنها را به استراحتگاه‌های مرسوم مدرن تبدیل کند. سلیا در حدود ۸۰۰ میلیون دلار (۲۱۸ میلیون دلار) برای خرید جزایر هزینه کرد و قصد دارد تا ۴ میلیارد دینار دیگر (۶۵۴ میلیون دلار) را برای توسعه صرف کند. جزیره برونئی به یک معبد تلویزیون مد تبدیل خواهد شد و جزیره فنلاند تبدیل به یک جامعه مد به نام کاخ اف تی وی خواهد شد.
صفی قریشی، کارآفرین چند میلیونر هفت مرتبه در ریاست نخست‌وزیر و شصت شریک تجاریش مصطفی نجری، تقریباً ۶۴ میلیون دلار برای زمین قطعه زمین ۴٫۵ هکتار پرداخت کرده‌است؛ او بعدها برای عدم پرداخت چک محکوم شد و به ۷ سال زندان محکوم شد. با این حال، در مورد درخواست تجدید نظر او بعدها در ماه ژوئیه ۲۰۱۲، زمانی که وی به عنوان یکی از سه اتهام بی گناه اعلام شد، مرتکب جرم نشده و از زندان آزاد شد. و در اتهامات نهایی دادگاه نهایی دادگاه مدنی نشان داد که وی هیچ پولی نداشت، قربانی تقلب شد و وی را به‌طور کامل متقاعد کرد با دادن ۱۰٫۸ میلیون دلار به او توسط شریک قبلی خود که او را سرزنش کرده بود، و صفی قرشی هنوز صاحب جزیره گیبل است و همچنان به زندگی خود ادامه می‌دهد و کسب و کارش را در دبی انجام می‌دهد و هنوز در حال توسعهٔ جزیرهٔ جی بی به یک مقصد منحصر به فرد است.
یوزف کلیندیینست و شرکت جی کی خواص خود را در حال توسعه قلب اروپا، مجموعه ای از هفت جزیره (آلمان، هلند، سوئد، سنت پترزبورگ، اصلی اروپا، سوئیس و موناکو) در بخش اروپا از جهان، به یک مجتمع لوکس جزیره. این استراحت به معنای ایجاد یک تجربه کاملاً اروپایی همه‌جانبه است، با برف در فضای باز، و فروشگاه‌هایی که فقط یورو را به عنوان یک ارز پذیرفته‌اند.

## خط زمان ساخت
همچنین ببینید: فهرست توسعه در جزایر جهانی
جزایر توسعه نیافته در تاریخ ۱ می ۲۰۰۷
جزایر غیرقابل توسعه در ۱۱ آوریل ۲۰۱۵
- مه ۲۰۰۳: توسعه جهان توسط نیکل اعلام شد، کل برنامه اتمام سال ۲۰۰۸ را برنامه‌ریزی کرده‌است. ابتدا ۲۰۰ جزیره و مساحت ۵٬۶۰۰٬۰۰۰ متر مربع (۶۰٬۰۰۰٬۰۰۰ فوت مربع) بود.
- فوریه ۲۰۰۴: اعلام شد که جهان ۲۶۰ جزیره را تشکیل می‌دهد و مساحت آن ۶ کیلومتر با ۹ کیلومتر با مساحت ۲۳–۸۳٬۶۱۳ متر مربع (۲۵۰–۹۰۰٬۰۰۰ فوت مربع) برای هر جزیره با ۵۰–۱۰۰ متر (۱۶۰–۳۳۰ فوت) آب بین هر جزیره.
- اوت ۲۰۰۴: اعلام شد که احیای زمین به مبلغ ۷٫۳ میلیارد یورو (۲ میلیارد دلار) هزینه خواهد شد.
- آوریل ۲۰۰۵: ۶۰ درصد کامل شدن شن و ماسه، ۸۸ جزیره کامل شده‌است.
- ۳۰ مارس ۲۰۰۶: ریچارد برانسون در یک کنفرانس رسانه ای در جزیره بریتانیا ظاهر شد. با این حال، این موضوع اعلام مستقیم پروازهای لندن به دبی توسط ویرجین آتلانتیک بود و به سرمایه‌گذاری خود در این پروژه مربوط نیست.
- اکتبر ۲۰۰۶: مسابقات قهرمانی جهان در فرمول یک هفت بار مایکل شوماخر با یکی از جزایر محمد بن راشد المکتوم به مناسبت جشنواره نهایی جایزه بزرگ در برزیل ارائه شد. ویلی وبر، مدیر باشگاه شوماخر، پیشنهاد کرد: "شاید او یک مسیر مسابقه ای را در [جزیره] ایجاد کند.
- دسامبر ۲۰۰۶: ۹۰ درصد بهبود کامل جهان.
- اکتبر ۲۰۰۷: نیکل اعلام کرد فروش ایرلند و شانگهای در اکتبر ۲۰۰۷.
- ۱۵ نوامبر ۲۰۰۷: براد پیت و آنجلینا جولی گزارش کرده‌اند که جزیره اتیوپی را خریداری کرده‌اند . ] این ادعا تا به امروز رد شده‌است.
- ژانویه ۲۰۰۸: موج شکن جهانی تکمیل شده‌است.
- ۱۹ فوریه ۲۰۰۸: گروه نوآوری، یک جزیره ۳۷٬۰۰۰ متر مربع (۴۰۰٬۰۰۰ فوت مربع) را به عنوان بخشی از یک پروژه با ارزش $ ۲۰۰ میلیون دلار خریداری کرد. ویلاهای مهمان و مسکونی و یک مجتمع مهمانداری برنامه‌ریزی شده‌اند.

مجمع الجزایر مصنوعی، دبی، امارات متحده عربی
- ۲۵ فوریه ۲۰۰۸: مرکز چندگانه دبی اعلام کرد که با شرکت Paspaley Pearling Corporation یک مرکز تفریحی مرواریدی و دریایی ۶٬۰۰۰ متر مربع (۶۵٬۰۰۰ فوت مربع) ایجاد خواهد کرد. این منطقه در جزیره ای در منطقه قطب جنوب قرار دارد.
- سپتامبر ۲۰۰۸: Limitless دبی اعلام کرد قصد دارد یک معجزه بهداشتی ۱۶۱ میلیون دلاری برای یک جزیره در "سیبریاً ایجاد کند. مروارید دبی ۲۷. ۲ میلیون دلار برای یک جزیره ۱۵۰٬۰۰۰ متر مربع (۱٬۶۰۰٬۰۰۰ فوت مربع) در نزدیکی آن قرار داده‌است.
- ۲۸ دسامبر ۲۰۰۸: جزیره ترکیه توسط برگذاری ام ان جی در ژوئن ۲۰۰۸ برای ۱۹ میلیون دلار خریداری شد.
- ۲۸ دسامبر ۲۰۰۸: چین Zhongzhou International اعلام کرد که در حال توسعه یک هتل در جزیره شانگهای است.
- ۲۸ دسامبر ۲۰۰۸: نیکل گفت ۷۰ درصد از جهان فروخته شده‌است.
- اکتبر ۲۰۰۹: یک گزارش تجاری امارات در ۱۳ اکتبر ۲۰۰۹ که ۲ جزیره در ماه ژوئیه و اوت ۲۰۰۹ فروخته شد.
- دسامبر ۲۰۰۹: گروه کلونیدین دبی معتقد است که در اوایل سال ۲۰۱۰، ساخت قلب اروپا را آغاز خواهند کرد. براساس گزارش مطبوعاتی ۱۷ دسامبر ۲۰۰۹، جزایر شامل اتریش، آلمان، هلند، سنت پترزبورگ، سوئد و سوئیس هستند.
- ژانویه ۲۰۱۰: در تاریخ ۲۸ ژانویه 2010 Emirates Business گزارش داد که Major Trade پروژه‌های خود را بر روی یک جزیره در منطقه گرینلند، یک ویلا و مجتمع هتل آغاز کرده‌است.
- ۲۳ فوریه ۲۰۱۰: گروه کلونیدین مستقر در دبی، بر اساس اعلامیه مطبوعاتی روز ۲۴ فوریه ۲۰۱۰، در جزیره "The World" آلمان فعالیت خود را شروع کرد.

نقشه جزایر جهانی، با پیشرفت‌های موجود توضیح داده شده‌است
- ۱۷ ژوئیه ۲۰۱۲: باشگاه Royal Royal Beach در جزیره لبنان افتتاح شد.
- ۶ مه ۲۰۱۳: نکههل اعلام کرد که حل و فصل اختلاف نظر بین خود و گروه توسعه کلونیدین، اجازه ساخت و ساز در "قلب اروپاً برای سرنگونی رسیده‌است.
- ۱۰ ژوئن ۲۰۱۳: ساخت و ساز در جزیره تایوان آغاز شد.
- ۲ ژوئیه ۲۰۱۳: نیکل اعلام کرد که حل و فصل "با سائو پائولو توسعه با مسئولیت محدود برای جزیره سائو پائولو و یک سرمایه گذار GCC برای خرید جزیره نور"، با مجموع "۱۸۵ میلیون افغانی"، همراه با پیش تر از حل و فصل دادگاه با کلیندیینس گروه (ارزش ۶۲۲ میلیون افغانی) "جهان را بر روی نقشه" قرار داده‌است.
- ۱۰ دسامبر ۲۰۱۳: نیکل اعلام کرد که قصد دارد جزایر را به جاده وصل کند.
- ژانویه 2014: Properties JK Kleindienst Group اعلام کرد که "Ork در قلب اروپا آغاز شده‌است."
- ژانویه ۲۰۱۴: وب سایت "قلب اروپاً به روز رسانی‌های ساختاری ماهانه برای این پروژه را منتشر می‌کند.
- فوریه ۲۰۱۴: خصوصیات جک اعلام کرد که ساخت و ساز جزایر "قلب اروپا" "به خوبی در حال انجام است".
- ۷ دسامبر ۲۰۱۶: پروژه قلب اروپا پیشرفت بزرگی در زمانی که شرکت دبی مستقر در جک باون، بخشی از گروه کلیندیینس، شرکت‌های چینی را تأسیس کرد و گروه صنعتی ساختمان کشتی ووچان و شرکت بین‌المللی مهندسی چین بزرگ دیو را در یک سرمایه‌گذاری مشترک برای توسعه امکانات در شش جزیره.